# Joseph Herzfeld

Joseph Herzfeld

Joseph Herzfeld (* 18. Dezember 1853 in Neuß; † 27. Juli 1939 in Klobenstein in der Gemeinde Ritten bei Bozen) war ein deutscher Politiker (SPD, USPD, KPD).

## Leben und Wirken

### Jugend (1853–1872) und Leben in den Vereinigten Staaten (1873–1885)
Herzfeld wurde als ältester von vier Söhnen eines Fabrikbesitzers aus Westfalen geboren. Herzfelds jüngster Bruder wurde später als Schriftsteller unter dem Pseudonym Franz Held bekannt, seine Neffen waren die Künstler Wieland Herzfelde und John Heartfield. Herzfelds Vater, ein Demokrat und Republikaner, der seine Söhne im Geist der Aufklärung erzog, war mit Karl Marx befreundet, der häufiger als Gast im Haus der Familie verkehrte.
Herzfeld besuchte von 1862 bis 1871 das Gymnasium in Düsseldorf. Danach arbeitete er von 1871 bis 1872 in der Fabrik seines Vaters. Anschließend war er bis 1874 als Volontär in einer Bank in Düsseldorf tätig.
Als junger Mann siedelte Herzfeld 1873 aus nicht mehr rekonstruierbaren Gründen in die Vereinigten Staaten über. Dort lebte er zunächst einige Jahre lang als Kaufmann in New York City. 1878 begann er beruflich umzuschulen und studierte von 1878 bis 1880 Rechtswissenschaften an der Columbia College Law School in New York City. Anschließend verdiente er von 1881 bis 1885 seinen Lebensunterhalt als Rechtsanwalt (attorney and counselor at law) in New York. Während seiner amerikanischen Jahre unternahm Herzfeld zahlreiche Reisen durch die Vereinigten Staaten, Kanada und Kuba, das damals eine spanische Kolonie war.

### Leben im Kaiserreich (1885–1919)
1885 kehrte Herzfeld nach Deutschland zurück. Um auf dem deutschen Arbeitsmarkt als Jurist Fuß fassen zu können, studierte er von 1885 bis 1887 zwei Jahre lang das deutsche Recht an der Friedrich-Wilhelms-Universität in Berlin und erwarb den Titel eines Dr. jur. 1892 ließ sich Herzfeld, der seit 1887 der Sozialdemokratischen Partei Deutschlands (SPD) angehörte, als Rechtsanwalt in Berlin nieder.
Bei den Reichstagswahlen vom Juni 1898 wurde Herzfeld als Kandidat der SPD für den Reichstagswahlkreis Großherzogtum Mecklenburg-Schwerin 5 (Rostock-Doberan des Großherzogtums Mecklenburg-Schwerin) in das Parlament deutschen Kaiserreiches gewählt, dem er zunächst bis zum Januar 1907 angehörte. Nach einer fünfjährigen Abwesenheit im Parlament konnte Herzfeld sein altes Mandat bei den Reichstagswahlen vom Januar 1912 wiedererringen. Diesmal gehörte er dem Reichstag bis zum November 1918 an. Herzfeld zählte zu dieser Zeit zu der kleinen, aber einflussreichen, insgesamt sieben Mitglieder umfassenden Gruppe der Rechtsanwälte innerhalb der SPD-Fraktion. Im Parlament sprach Herzfeld meist anlässlich der Verhandlung des Etats der Justizverwaltung. Außerdem kritisierte er häufig das rückständige Wahlrecht des Fürstentums Mecklenburg, das zu dieser Zeit noch nach ständestaatlichen Prinzipien regiert wurde. Ansonsten war er im Parlament eher unauffällig: „Hezfelds parlamenatische Leistungen spiegeln die Vielfalt seiner Ausbildung, seiner Erfahrungen und seines Lebens in verschiedenen Ländern nicht wider.“
Im August 1914, zu Beginn des Ersten Weltkrieges, setzte Herzfeld sich in der SPD-Fraktion für die Ablehnung der Kriegskredite ein. Schließlich fügte er sich jedoch den Wünschen der SPD-Führung und stimmte mit den anderen SPD-Abgeordneten für die Bewilligung der Kredite. Während des Krieges geriet Herzfeld derweil in immer größeren Gegensatz zu den Führern seiner Partei. Anders als die Mehrheit seiner Partei und insbesondere die Führung der SPD im Reichstag stimmte Herzfeld im Parlament ab zirka 1916 gegen die Bewilligung weiterer Kredite zur Finanzierung des Krieges. 1915 nahm er an der Internationalen Konferenz der Vertreter der Oppositionellen Minderheiten innerhalb der Sozialistischen Parteien in Zimmerwald in der Schweiz teil. 1916 gehörte er der Sozialdemokratischen Arbeitsgemeinschaft an. 1917 beteiligte Herzfeld sich an der Gründung der Unabhängigen Sozialdemokratischen Partei Deutschlands (USPD), einer sezessionistischen neuen Partei, die aus dem linken Flügel der SPD hervorging, der sich nun über die Frage der Bewilligung der Kriegskredite von der Partei abspaltete.
Nach der Novemberrevolution von 1918 war Herzfeld bis zum Dezember Beigeordneter im Reichsamt des Innern.

### Leben in der Weimarer Republik und im Exil (1919–1939)
Bei den Reichstagswahlen vom Juni 1920 kehrte Herzfeld als Kandidat der USPD für den Wahlkreis 7 (Mecklenburg) in den Reichstag zurück. Während dieser ersten Legislaturperiode des Parlaments der 1919 gegründeten Weimarer Republik wechselte Herzfeld in die Reichstagsfraktion der Kommunistischen Partei Deutschlands (KPD) über. Bei den Reichstagswahlen vom Mai 1924 trat Herzfeld als Kandidat der KPD für den Wahlkreis 37 (Mecklenburg) an. Anschließend gehörte er dem Parlament bis zum Ende der kurzen zweiten Legislaturperiode der Weimarer Republik im Dezember 1924 an. Parallel zu seiner Tätigkeit im Parlament tat Herzfeld sich als Autor von zahllosen Zeitungs- und Zeitschriftenartikeln in der linken Presse hervor.
Nach der KAG-Krise war Herzfeld neben Emil Eichhorn und Clara Zetkin der einzige bekannte Sozialdemokrat der Vorkriegszeit, der in der KPD blieb. Als Kommunist ließ er dabei keinen Zweifel an seiner Gegnerschaft zum Weimarer Staat: „Als Kommunist [habe ich] nicht die Aufgabe die verfassungsmäßige republikanische Staatsform zu verteidigen, deren Definition uns heute der Justizminister gegeben hat.“
Nach der Machtübergabe an die Nationalsozialisten 1933 floh Herzfeld in die Schweiz. 1934 ging er in die Emigration nach Meran ins faschistische Italien und starb 1939 im Sommerfrischort Klobenstein.
Ein kleiner Restnachlass Herzfelds befindet sich im Hauptarchiv der Historischen Kommission zu Berlin im AdsD (Archiv der sozialen Demokratie). Er besitzt einen Umfang von 0,1 laufenden Regalmetern und beinhaltet zehn Zeitungsausschnitte und einen von ihm selbst verfassten Artikel aus den Jahren 1918 bis 1919.
Heute erinnern Joseph-Herzfeld-Straßen in Schwerin und Rostock an sein Leben und Wirken.

## Schriften
- Mecklenburgische Verfassung, s.l.e.a.
- Landarbeiter in Mecklenburg, s. l. e. a.